# Eurocup 2020-21
La EuroCup 2020-21, por motivos de patrocinio 7DAYS EuroCup 2020-21, y se disputó a partir del mes de septiembre de 2020. Esta es la decimotercera edición de la competición en la era moderna de la EuroCup. Incluyendo la competición previa de la Copa ULEB, es la 19.° edición de esta competición del baloncesto.

## Equipos participantes
Un total de 24 equipos de 13 países participarán en la EuroCup Basketball 2020-21. Debido al final prematuro de la temporada anterior causada por la pandemia de COVID-19, los ocho equipos que se clasificaron para los cuartos de final obtuvieron plaza garantizada. Los lugares restantes se otorgaron a los equipos que calificaron a través de la clasificación final de sus ligas nacionales. El 15 de junio de 2020 se aprobó la lista preliminar de equipos para la temporada. El 22 de junio de 2020, la lista de equipos fue aprobada por la junta ejecutiva de accionistas de ECA, seleccionando a Dolomiti Energia Trento para reemplazar a Fraport Skyliners que se han retirado de la competición. El 17 de septiembre de 2020, Mornar Bar reemplazó a Maccabi Rishon LeZion que  decidió retirarse debido a dificultades logísticas y preocupaciones financieras complicadas por la pandemia de COVID-19.

### Equipos
Las etiquetas entre paréntesis muestran cómo cada equipo se clasificó para el lugar de su ronda inicial:
- EC: equipos de los cuartos de final de la EuroCup 2019-20
- 1º, 2º, 3º, 4º, etc.: Posiciones de liga
- Abd: Posiciones de liga de la temporada abandonada debido a la pandemia de COVID-19 según lo determinado por las ligas

| Liga regular                  | Liga regular                      | Liga regular               | Liga regular                    |
| ----------------------------- | --------------------------------- | -------------------------- | ------------------------------- |
| Monaco (EC)                   | Germani Brescia Leonessa (Abd-3º) | Partizan NIS (EC)          | Frutti Extra Bursaspor (Abd-9º) |
| Metropolitans 92 (Abd-4º)     | Dolomiti Energia Trento (Abd-9º)  | Budućnost VOLI (Abd-2º)    | Bahçeşehir Koleji (Abd-13º)     |
| JL Bourg (Abd-5º)             | Unicaja (EC)                      | Cedevita Olimpija (Abd-4º) | Telenet Giants Antwerp (Abd-3º) |
| Nanterre 92 (Abd-7º)          | MoraBanc Andorra (9º)             | Mornar (WC)                | ratiopharm Ulm (3º)             |
| Segafredo Virtus Bologna (EC) | Herbalife Gran Canaria (11º)      | UNICS (EC)                 | Promitheas (EC)                 |
| Umana Reyer Venezia (EC)      | Joventut (12º)                    | Lokomotiv Kuban (Abd-3º)   | Lietkabelis (Abd-3º)            |

## Fechas y rondas
El calendario de la competición será el siguiente.
| Fase         | Jornada          | Sorteo              | Primer partido           | Segundo partido          | Tercer partido           |
| ------------ | ---------------- | ------------------- | ------------------------ | ------------------------ | ------------------------ |
| Liga regular | Jornada 1        | 10 de julio de 2020 | 30 de septiembre de 2020 | 30 de septiembre de 2020 | 30 de septiembre de 2020 |
| Liga regular | Jornada 2        | 10 de julio de 2020 | 7 de octubre de 2020     | 7 de octubre de 2020     | 7 de octubre de 2020     |
| Liga regular | Jornada 3        | 10 de julio de 2020 | 14 de octubre de 2020    | 14 de octubre de 2020    | 14 de octubre de 2020    |
| Liga regular | Jornada 4        | 10 de julio de 2020 | 21 de octubre de 2020    | 21 de octubre de 2020    | 21 de octubre de 2020    |
| Liga regular | Jornada 5        | 10 de julio de 2020 | 28 de octubre de 2020    | 28 de octubre de 2020    | 28 de octubre de 2020    |
| Liga regular | Jornada 6        | 10 de julio de 2020 | 4 de noviembre de 2020   | 4 de noviembre de 2020   | 4 de noviembre de 2020   |
| Liga regular | Jornada 7        | 10 de julio de 2020 | 11 de noviembre de 2020  | 11 de noviembre de 2020  | 11 de noviembre de 2020  |
| Liga regular | Jornada 8        | 10 de julio de 2020 | 18 de noviembre de 2020  | 18 de noviembre de 2020  | 18 de noviembre de 2020  |
| Liga regular | Jornada 9        | 10 de julio de 2020 | 9 de diciembre de 2020   | 9 de diciembre de 2020   | 9 de diciembre de 2020   |
| Liga regular | Jornada 10       | 10 de julio de 2020 | 16 de diciembre de 2020  | 16 de diciembre de 2020  | 16 de diciembre de 2020  |
| Top 16       | Jornada 1        | 10 de julio de 2020 | 30 de diciembre de 2020  | 30 de diciembre de 2020  | 30 de diciembre de 2020  |
| Top 16       | Jornada 2        | 10 de julio de 2020 | 6 de enero de 2021       | 6 de enero de 2021       | 6 de enero de 2021       |
| Top 16       | Jornada 3        | 10 de julio de 2020 | 13 de enero de 2021      | 13 de enero de 2021      | 13 de enero de 2021      |
| Top 16       | Jornada 4        | 10 de julio de 2020 | 20 de enero de 2021      | 20 de enero de 2021      | 20 de enero de 2021      |
| Top 16       | Jornada 5        | 10 de julio de 2020 | 27 de enero de 2021      | 27 de enero de 2021      | 27 de enero de 2021      |
| Top 16       | Jornada 6        | 10 de julio de 2020 | 3 de febrero de 2021     | 3 de febrero de 2021     | 3 de febrero de 2021     |
| Playoffs     | Cuartos de final | 10 de julio de 2020 | 2 de marzo de 2021       | 5 de marzo de 2021       | 10 de marzo de 2021      |
| Playoffs     | Semifinales      | 10 de julio de 2020 | 16 de marzo de 2021      | 19 de marzo de 2021      | 24 de marzo de 2021      |
| Playoffs     | Final            | 10 de julio de 2020 | 6 de abril de 2021       | 9 de abril de 2021       | 14 de abril de 2021      |

### Sorteo
El sorteo se celebró el 10 de julio de 2020 en Barcelona, España. Los representantes de medios y clubes no podrán asistir al sorteo debido a las restricciones de la pandemia de COVID-19.
Los 24 equipos se dividirán en cuatro grupos de seis, con la restricción de que los equipos de la misma liga no podrán enfrentarse entre sí. Para el sorteo, los equipos se clasifican en seis botes, de acuerdo con el Ranking de club, según su desempeño en competiciones europeas durante un período de tres años y la posición más baja posible, que cualquier club de esa liga puede ocupar en el sorteo se calcula sumando los resultados del equipo con peor desempeño de cada liga.
| Equipo          | Pts |
| --------------- | --- |
| Promitheas      | 135 |
| Unicaja         | 111 |
| UNICS           | 106 |
| Lokomotiv Kuban | 99  |

| Equipo                 | Pts |
| ---------------------- | --- |
| Budućnost VOLI         | 82  |
| MoraBanc Andorra       | 78  |
| Herbalife Gran Canaria | 73  |
| Joventut               | 73  |

| Equipo                  | Pts |
| ----------------------- | --- |
| Mornar                  |     |
| Lietkabelis             | 69  |
| Partizan NIS            | 67  |
| Dolomiti Energia Trento | 62  |

| Equipo                   | Pts |
| ------------------------ | --- |
| Cedevita Olimpija        | 60  |
| Segafredo Virtus Bologna | 58  |
| Umana Reyer Venezia      | 58  |
| Germani Brescia Leonessa | 58  |

| Equipo                 | Pts |
| ---------------------- | --- |
| Monaco                 | 57  |
| Frutti Extra Bursaspor | 53  |
| Bahçeşehir Koleji      | 53  |
| ratiopharm Ulm         | 49  |

| Equipo                 | Pts |
| ---------------------- | --- |
| Nanterre 92            | 47  |
| Metropolitans 92       | 47  |
| JL Bourg               | 47  |
| Telenet Giants Antwerp | 0   |

Los partidos se decidirán después del sorteo, utilizando un sorteo de computadora que no se muestra al público, con la siguiente secuencia de partidos:
Nota: Las posiciones para la programación no utilizan los bombos de cabezas de serie, por ejemplo, el Equipo 1 no es necesariamente el equipo del Bombo 1 en el sorteo.
| Jornada   | Partidos            |
| --------- | ------------------- |
| Jornada 1 | 6 v 3, 4 v 2, 5 v 1 |
| Jornada 2 | 1 v 6, 2 v 5, 3 v 4 |
| Jornada 3 | 6 v 4, 5 v 3, 1 v 2 |
| Jornada 4 | 6 v 2, 3 v 1, 4 v 5 |
| Jornada 5 | 5 v 6, 1 v 4, 2 v 3 |

| Jornada    | Partidos            |
| ---------- | ------------------- |
| Jornada 6  | 1 v 5, 2 v 4, 3 v 6 |
| Jornada 7  | 4 v 3, 5 v 2, 6 v 1 |
| Jornada 8  | 2 v 1, 3 v 5, 4 v 6 |
| Jornada 9  | 5 v 4, 1 v 3, 2 v 6 |
| Jornada 10 | 3 v 2, 4 v 1, 6 v 5 |

Hay restricciones de programación: por ejemplo, los equipos de la misma ciudad en general no están programados para jugar en casa en la misma ronda (para evitar que jueguen en casa el mismo día o en días consecutivos, debido a la logística y el control de multitudes).

## Liga regular
En cada grupo, los equipos jugaron entre sí en casa y fuera en formato todos contra todos. Los clasificados primero al cuarto de cada grupo pasarán al Top 16, mientras que el quinto y el sexto clasificados quedarán eliminados.
Los puntos anotados en periodos extra no serán contados en la clasificación ni considerados para ninguna situación de desempate.

### Grupo A
|                                                                    | Equipo                     | G | P | PF  | PC  | DP   |
| ------------------------------------------------------------------ | -------------------------- | - | - | --- | --- | ---- |
| 1                                                                  | Joventut Badalona          | 8 | 2 | 849 | 783 | 66   |
| 2                                                                  | UNICS Kazán                | 6 | 4 | 827 | 797 | 30   |
| 3                                                                  | JL Bourg-en-Bresse         | 6 | 4 | 810 | 777 | 33   |
| 4                                                                  | Partizan NIS Belgrado      | 6 | 4 | 810 | 784 | 26   |
| 5                                                                  | Bahçeşehir Koleji Estambul | 2 | 8 | 810 | 827 | -17  |
| 6                                                                  | Umana Reyer Venezia        | 2 | 8 | 744 | 882 | -138 |
| Fuente: EuroCup: Clasificación - Grupo A; actualización automática |                            |   |   |     |     |      |

### Grupo B
|                                                                    | Equipo                   | G | P | PF  | PC  | DP  |
| ------------------------------------------------------------------ | ------------------------ | - | - | --- | --- | --- |
| 1                                                                  | Metropolitans 92         | 7 | 3 | 809 | 786 | 23  |
| 2                                                                  | Unicaja Málaga           | 7 | 3 | 875 | 811 | 64  |
| 3                                                                  | Mornar Bar               | 5 | 5 | 788 | 805 | -17 |
| 4                                                                  | Budućnost VOLI Podgorica | 5 | 5 | 785 | 785 | 0   |
| 5                                                                  | Ratiopharm Ulm           | 4 | 6 | 786 | 773 | 13  |
| 6                                                                  | Germani Brescia Leonessa | 2 | 8 | 749 | 832 | -83 |
| Fuente: EuroCup: Clasificación - Grupo B; actualización automática |                          |   |   |     |     |     |

### Grupo C
|                                                                    | Equipo                    | G  | P | PF  | PC  | DP   |
| ------------------------------------------------------------------ | ------------------------- | -- | - | --- | --- | ---- |
| 1                                                                  | Virtus Segafredo Bolonia  | 10 | 0 | 861 | 745 | 116  |
| 2                                                                  | Lokomotiv Kuban Krasnodar | 8  | 2 | 910 | 811 | 99   |
| 3                                                                  | AS Mónaco Basket          | 6  | 4 | 786 | 724 | 62   |
| 4                                                                  | MoraBanc Andorra          | 3  | 7 | 746 | 776 | -30  |
| 5                                                                  | Lietkabelis Panevėžys     | 2  | 8 | 721 | 831 | -110 |
| 6                                                                  | Telenet Giants Amberes    | 1  | 9 | 734 | 871 | -137 |
| Fuente: EuroCup: Clasificación - Grupo C; actualización automática |                           |    |   |     |     |      |

### Grupo D
|                                                                    | Equipo                      | G | P | PF  | PC  | DP   |
| ------------------------------------------------------------------ | --------------------------- | - | - | --- | --- | ---- |
| 1                                                                  | Herbalife Gran Canaria      | 8 | 2 | 831 | 765 | 66   |
| 2                                                                  | Cedevita Olimpija Ljubljana | 7 | 3 | 838 | 737 | 101  |
| 3                                                                  | Dolomiti Energia Trento     | 6 | 4 | 738 | 713 | 25   |
| 4                                                                  | Nanterre 92                 | 4 | 6 | 791 | 806 | -15  |
| 5                                                                  | Frutti Extra Bursaspor      | 3 | 7 | 853 | 907 | -54  |
| 6                                                                  | Promitheas Patras           | 2 | 8 | 757 | 880 | -123 |
| Fuente: EuroCup: Clasificación - Grupo D; actualización automática |                             |   |   |     |     |      |

## Top 16

### Grupo E
| Pos. | Equipo            | PJ | G | P | GF  | GC  | DG  | Pts | Clasificación                  |       | ASM   | CJB   | NTR   | UNI   |
| ---- | ----------------- | -- | - | - | --- | --- | --- | --- | ------------------------------ | ----- | ----- | ----- | ----- | ----- |
| 1    | Monaco            | 6  | 5 | 1 | 548 | 480 | +68 | 11  | Avanzan a los Cuartos de final |       | —     | 97–82 | 98–94 | 90–71 |
| 2    | Joventut Badalona | 6  | 4 | 2 | 523 | 523 | 0   | 10  | Avanzan a los Cuartos de final |       | 79–72 | —     | 95–90 | 77–90 |
| 3    | Nanterre 92       | 6  | 2 | 4 | 509 | 538 | −29 | 8   |                                |       | 65–93 | 88–95 | —     | 80–74 |
| 4    | Unicaja           | 6  | 1 | 5 | 493 | 532 | −39 | 7   |                                | 89–98 | 86–95 | 83–92 | —     |       |

 Fuente: EuroCup Basketball
Criterios de clasificación: Todos los puntos anotados en periodos extra no serán contados en la clasificación ni para ninguna situación de desempate.

### Grupo F
| Pos. | Equipo                  | PJ | G | P | GF  | GC  | DG  | Pts | Clasificación                  |       | MET   | LOK   | TRE    | PAR   |
| ---- | ----------------------- | -- | - | - | --- | --- | --- | --- | ------------------------------ | ----- | ----- | ----- | ------ | ----- |
| 1    | Metropolitans 92        | 6  | 4 | 2 | 435 | 441 | −6  | 10  | Avanzan a los Cuartos de final |       | —     | 61–83 | 92–86  | 79–62 |
| 2    | Lokomotiv Kuban         | 6  | 3 | 3 | 489 | 464 | +25 | 9   | Avanzan a los Cuartos de final |       | 79–83 | —     | 100–86 | 74–67 |
| 3    | Dolomiti Energia Trento | 6  | 3 | 3 | 441 | 446 | −5  | 9   |                                |       | 67–57 | 96–84 | —      | 69–54 |
| 4    | Partizan NIS            | 6  | 2 | 4 | 395 | 409 | −14 | 8   |                                | 70–75 | 71–69 | 71–43 | —      |       |

 Fuente: EuroCup Basketball
Criterios de clasificación: Todos los puntos anotados en periodos extra no serán contados en la clasificación ni para ninguna situación de desempate.

### Grupo G
| Pos. | Equipo                   | PJ | G | P | GF  | GC  | DG  | Pts | Clasificación                  |       | VIR    | BUD   | OLI   | JLB    |
| ---- | ------------------------ | -- | - | - | --- | --- | --- | --- | ------------------------------ | ----- | ------ | ----- | ----- | ------ |
| 1    | Segafredo Virtus Bologna | 6  | 6 | 0 | 549 | 470 | +79 | 12  | Avanzan a los Cuartos de final |       | —      | 87–65 | 90–76 | 83–62  |
| 2    | Budućnost VOLI           | 6  | 3 | 3 | 504 | 495 | +9  | 9   | Avanzan a los Cuartos de final |       | 89–99  | —     | 79–66 | 108–80 |
| 3    | Cedevita Olimpija        | 6  | 3 | 3 | 478 | 486 | −8  | 9   |                                |       | 98–108 | 74–71 | —     | 94–91  |
| 4    | JL Bourg                 | 6  | 0 | 6 | 473 | 553 | −80 | 6   |                                | 87–99 | 89–92  | 64–77 | —     |        |

 Fuente: EuroCup Basketball
Criterios de clasificación: Todos los puntos anotados en periodos extra no serán contados en la clasificación ni para ninguna situación de desempate.

### Grupo H
| Pos. | Equipo                 | PJ | G | P | GF  | GC  | DG  | Pts | Clasificación                  |       | UNK   | HGC   | MBA   | MOR     |
| ---- | ---------------------- | -- | - | - | --- | --- | --- | --- | ------------------------------ | ----- | ----- | ----- | ----- | ------- |
| 1    | UNICS                  | 6  | 5 | 1 | 494 | 418 | +76 | 11  | Avanzan a los Cuartos de final |       | —     | 73–62 | 85–63 | 86–61   |
| 2    | Herbalife Gran Canaria | 6  | 3 | 3 | 485 | 486 | −1  | 9   | Avanzan a los Cuartos de final |       | 96–90 | —     | 63–66 | 100–102 |
| 3    | MoraBanc Andorra       | 6  | 3 | 3 | 432 | 432 | 0   | 9   |                                |       | 66–73 | 74–79 | —     | 89–61   |
| 4    | Mornar                 | 6  | 1 | 5 | 446 | 521 | −75 | 7   |                                | 70–87 | 81–85 | 71–74 | —     |         |

 Fuente: EuroCup Basketball
Criterios de clasificación: Todos los puntos anotados en periodos extra no serán contados en la clasificación ni para ninguna situación de desempate.

## Fase final
En los playoffs, los equipos que juegan entre sí deben ganar dos partidos para ganar la serie. Por lo tanto, si un equipo gana dos partidos antes de que se hayan jugado los tres, se omite el partido restante. El equipo que terminó en el Top 16 en mejor posición jugará el primero y el tercero (si es necesario) de los partidos de la serie en casa.

### Cuadro
|  | Cuartos de final         | Cuartos de final         | Cuartos de final       | Cuartos de final |                          |        | Semifinales | Semifinales | Semifinales | Semifinales |  |  | Final | Final | Final | Final |
|  |                          |                          |                        |                  |                          |        |             |             |             |             |  |  |       |       |       |       |
|  |                          |                          |                        |                  |                          |        |             |             |             |             |  |  |       |       |       |       |
|  |                          |                          |                        |                  |                          |        |             |             |             |             |  |  |       |       |       |       |
|  | Monaco                   | 76                       | 74                     | 90               |                          |        |             |             |             |             |  |  |       |       |       |       |
|  | Monaco                   | 76                       | 74                     | 90               |                          |        |             |             |             |             |  |  |       |       |       |       |
|  | Budućnost VOLI           | 77                       | 64                     | 87               |                          |        |             |             |             |             |  |  |       |       |       |       |
|  | Budućnost VOLI           | 77                       | 64                     | 87               | Monaco                   | Monaco | 82          | 76          |             |             |  |  |       |       |       |       |
|  |                          |                          |                        |                  | Monaco                   | Monaco | 82          | 76          |             |             |  |  |       |       |       |       |
|  |                          | Herbalife Gran Canaria   | Herbalife Gran Canaria | 77               | 74                       |        |             |             |             |             |  |  |       |       |       |       |
|  | Metropolitans 92         | Metropolitans 92         | Herbalife Gran Canaria | 77               | 74                       | 74     | 64          |             |             |             |  |  |       |       |       |       |
|  | Metropolitans 92         | Metropolitans 92         |                        |                  |                          |        | 64          |             |             |             |  |  |       |       |       |       |
|  | Herbalife Gran Canaria   | Herbalife Gran Canaria   | 84                     | 66               |                          |        |             |             |             |             |  |  |       |       |       |       |
|  | Herbalife Gran Canaria   | Herbalife Gran Canaria   | 84                     | 66               | Monaco                   | Monaco | 89          | 86          |             |             |  |  |       |       |       |       |
|  |                          |                          |                        |                  | Monaco                   | Monaco | 89          | 86          |             |             |  |  |       |       |       |       |
|  |                          | UNICS                    | UNICS                  | 87               | 83                       |        |             |             |             |             |  |  |       |       |       |       |
|  | Segafredo Virtus Bologna | Segafredo Virtus Bologna | UNICS                  | 87               | 83                       | 80     | 84          |             |             |             |  |  |       |       |       |       |
|  | Segafredo Virtus Bologna | Segafredo Virtus Bologna |                        |                  |                          |        | 84          |             |             |             |  |  |       |       |       |       |
|  | Joventut Badalona        | Joventut Badalona        | 75                     | 78               |                          |        |             |             |             |             |  |  |       |       |       |       |
|  | Joventut Badalona        | Joventut Badalona        | 75                     | 78               | Segafredo Virtus Bologna | 80     | 81          | 100         |             |             |  |  |       |       |       |       |
|  |                          |                          |                        |                  | Segafredo Virtus Bologna | 80     | 81          | 100         |             |             |  |  |       |       |       |       |
|  |                          | UNICS                    | 76                     | 85               | 107                      |        |             |             |             |             |  |  |       |       |       |       |
|  | UNICS                    | UNICS                    | 76                     | 85               | 107                      | 94     | 74          | 82          |             |             |  |  |       |       |       |       |
|  | UNICS                    |                          |                        |                  |                          | 94     | 74          | 82          |             |             |  |  |       |       |       |       |
|  | Lokomotiv Kuban          | 88                       | 86                     | 78               |                          |        |             |             |             |             |  |  |       |       |       |       |
|  | Lokomotiv Kuban          | 88                       | 86                     | 78               |                          |        |             |             |             |             |  |  |       |       |       |       |